# Pradelles-en-Val
Pradelles-en-Val (okzitanisch Pradèlas en Val) ist eine Ortschaft und eine ehemalige französische Gemeinde mit 191 Einwohnern (Stand: 1. Januar 2022) im Département Aude in der Region Okzitanien. Sie gehört zum Arrondissement Carcassonne und zum Kanton La Montagne d’Alaric.
Mit Wirkung vom 1. Januar 2019 wurden die ehemaligen Gemeinden Montlaur und Pradelles-en-Val zur Commune nouvelle Val-de-Dagne zusammengeschlossen und haben in der neuen Gemeinde der Status einer Commune déléguée. Der Verwaltungssitz befindet sich im Ort Montlaur.

## Lage
Pradelles-en-Val liegt am Flüsschen Bretonne, das zur Aude entwässert. Nachbarorte sind Comigne im Nordosten, Montlaur im Südosten, Arquettes-en-Val im Südwesten und Barbaira im Nordwesten.

## Bevölkerungsentwicklung
| Jahr      | 1962 | 1968 | 1975 | 1982 | 1990 | 1999 | 2013 |
| Einwohner | 195  | 180  | 152  | 170  | 163  | 171  | 194  |